# タモリのグッジョブ!胸張ってこの仕事
『タモリのグッジョブ!胸張ってこの仕事』（タモリのグッジョブ むねはってこのしごと）は、2002年10月8日から2003年3月11日までTBS系列局で放送されていた教養バラエティ番組である。イーストと毎日放送テレビ（MBSテレビ）の共同製作。全18回。放送時間は毎週火曜 22:00 - 22:54 （日本標準時）。

## 概要
世界中のさまざまな仕事と職業を映像で紹介していた番組。特定の仕事の裏事情やパソコンのキーボード早打ち選手権などについても取り上げていた。
前番組『ジャングルTV 〜タモリの法則〜』のスタッフとほぼ同じメンバーが手掛けていた番組で、司会も前番組から引き続きタモリが務めていた。ナインティナインの岡村隆史と矢部浩之も引き続き出演していたが、関根勤と小池栄子は降板した。2003年1月からは、大竹まことや上原さくらも準レギュラーポジションで出演していた。番組は毎回ゲストを2組迎えて行われていた。
この番組の最終回をもって、毎日放送が製作する9年間タモリ司会のバラエティ番組シリーズは終了。またこの番組を最後に、ナインティナインがメインMCでない、「出演者の一人」として出演するレギュラー番組は全て終了した。
現在、TBS・毎日放送テレビ系列におけるタモリのレギュラー番組は本番組が最後となっている。（ゲストとしての出演は数回あり）。

## コーナー
あなたの知らないジョブ
世間にはそれほど浸透していない職業を紹介するコーナー。
Worker File
番組が独自に取材してきた映像でさまざまな職業を紹介するコーナー。

## スタッフ
- ナレーター：大場真人、鈴木麻里子
- 構成：安達元一、たむらようこ、須平敦宣、大田一水、酒井健作、北本かつら
- TP (テクニカルプロデューサー)：森野憲俊
- SW (スイッチャー)：島本健司
- CAM (カメラマン)：秋山勇人
- VE (ビデオエンジニア)：塚本修
- AUD (音声)：石井俊二
- LD (照明)：石井健治（プログレッソ）、藤井梅雄（FLT）
- CG：神内悦郎
- 美術：栗田寛
- 装飾：林成利
- メイク：石坂智子（タモリ担当）
- スタイリスト：木下克之（タモリ担当）
- 編集：門馬英行、佐々木正知、村上明、西山菜穂子（4人共にマックレイ・週変わり）
- MA：杉山正
- 音響効果：田村智之（J-WORKS）
- リサーチ：フォーミュレーション、遠藤正也、オフィスぼくら、オハサカンパニー、スーパーエムケイ、フルタイム
- 編成：八木道彦（毎日放送）
- 広報：西村和也（毎日放送）
- ディレクター：酒井秀樹、高井孝之、萩原正治、松原数子、岩尾修
- 演出：中山高嘉（イースト）
- AP (アシスタントプロデューサー)：岩城信行（イースト）
- プロデューサー：渡辺高志・北野弘（2人共に毎日放送）、梅本満（イースト）
- 写真提供：オリオンプレス
- 技術協力：ニユーテレス、プログレッソ、FLT、インターナショナルクリエイティブ、マックレイ、J-WORKS、メディアハウス、東洋映像センター、麻布プラザ、ワイドスタッフ、マイシャ
- 美術協力：ル・オブジェ・アール・スタジオ
- 収録スタジオ：TMCレモンスタジオ
- 制作協力：田辺エージェンシー（タモリ）、吉本興業（ナインティナイン）
- 製作：イースト、毎日放送テレビ

| 毎日放送制作・TBS系列 火曜22:00枠                               | 毎日放送制作・TBS系列 火曜22:00枠                                     | 毎日放送制作・TBS系列 火曜22:00枠                       |
| 前番組                                                          | 番組名                                                                | 次番組                                                  |
| --------------------------------------------------------------- | --------------------------------------------------------------------- | ------------------------------------------------------- |
| ジャングルTV 〜タモリの法則〜 （1994年4月12日 - 2002年9月17日） | タモリのグッジョブ!胸張ってこの仕事 （2002年10月8日 - 2003年3月11日） | 世界バリバリ★バリュー （2003年4月15日 - 2008年3月19日） |